# Háje (Potůčky)

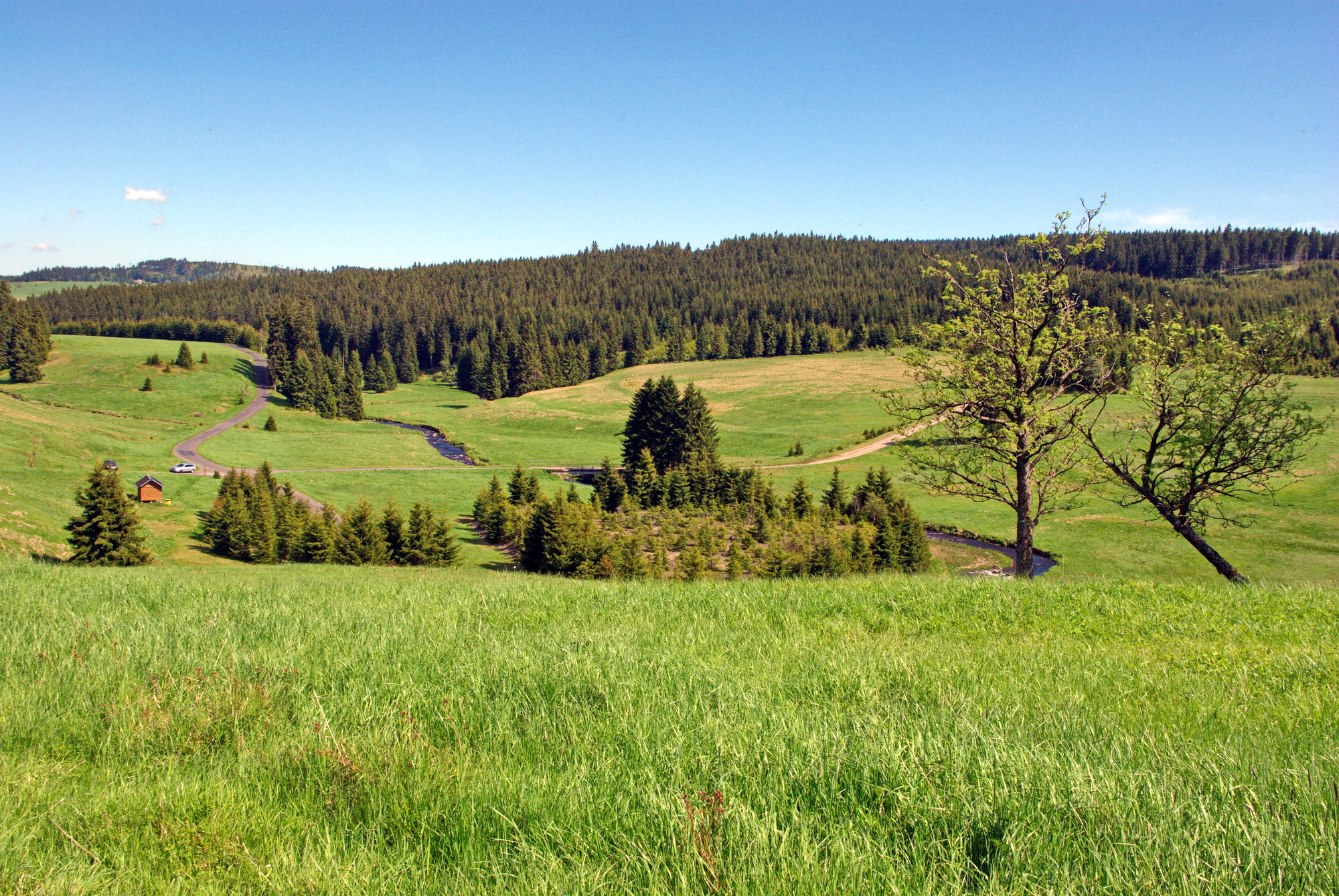
Krajina v okolí zaniklé vesnice

Háje (německy Zwittermühl) jsou zaniklá vesnice v Krušných horách v okrese Karlovy Vary. Ležela v údolí řeky Černé asi pět kilometrů východně od Potůčků. Zanikla vysídlením v padesátých letech dvacátého století.

## Název
Německé jméno Zwittermühle znamená mlýn na cínovou rudu. V historických pramenech se objevuje ve tvarech Zwittermühl (1654), Zwittermühle (1785) a Zwittermühl (1848).

## Historie
První písemná zmínka o vesnici je z roku 1536.

## Obyvatelstvo
|           | 1869 | 1880 | 1890 | 1900 | 1910 | 1921 | 1930 | 1950 |
| --------- | ---- | ---- | ---- | ---- | ---- | ---- | ---- | ---- |
| Obyvatelé | 302  | 314  | 304  | 275  | 290  | 265  | 233  | 21   |
| Domy      | 29   | 34   | 34   | 35   | 36   | 35   | 37   | 36   |

## Osobnosti
- Eberhard Harzer (1887–1949), opat kláštera v Oseku.